# Rajsko (województwo zachodniopomorskie)
Rajsko (niem. Bethanien) wieś sołecka w Polsce położona w województwie zachodniopomorskim, w powiecie choszczeńskim, w gminie Recz. W latach 1975–1998 miejscowość administracyjnie należała do województwa gorzowskiego. W roku 2007 wieś liczyła 51 mieszkańców. 

## Geografia
Wieś leży ok. 3,5 km na południe od Recza, między Reczem a Żeliszewem.

## Historia
Historyczne Rajsko (Bethanien) wymieniane jest w 1856 r. wśród jedenastu dużych posiadłości prywatnych na terenie Recza, o łącznej pow. 240 ha. W latach 1820–1821 miały miejsce próby uregulowania spłat z Żeliszewa na rzecz Recza, niezmiennych praktycznie od XVI wieku. W 1821 r. kpt. Bayer, ówczesny właściciel dóbr, zaproponował rozdzielenie spłat na poszczególnych płatników: właściciela, kościół i chłopów, lecz już w 1848 r. powrócono ponownie do renty jednorazowej. W 2. poł. XIX wieku – przypuszczalnie na miejscu wcześniejszego – pobudowano nowy kościół. Przypuszczalnie w tym okresie powstał także niewielki folwark zlokalizowany na północ od zwartej zabudowy wsi. Po 1945 r. zabudowania w tym miejscu przestały istnieć, pozostały jedynie fundamenty, resztki sadów a nazwa Rajsko została przeniesiona na związany z Żeliszewem folwark. Po II wojnie światowej wieś zamieszkują rolnicy indywidualni.